# Punycode
Punycode, zdefiniowany w RFC 3492 ↓, jest konwersją łańcuchów Unicode do ograniczonej strony kodowej obsługiwanej przez serwery DNS. Adresy URL w kodowaniu Punycode mają postać: xn--znakiascii-kodznakowunicode, na przykład:
Unicode - www.kraków.pl
Punycode - www.xn--krakw-3ta.pl